# イギリス鉄道390形電車

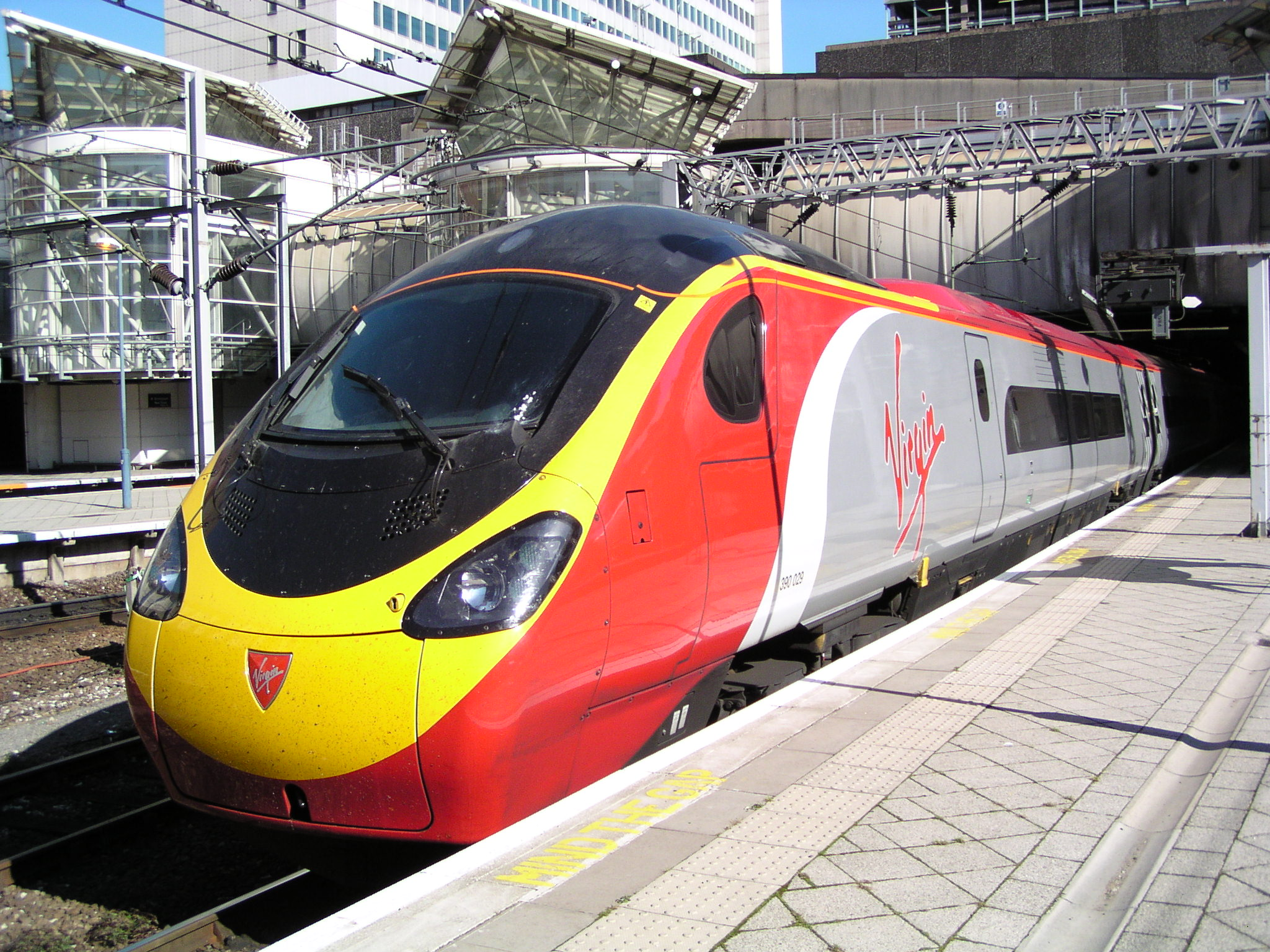
ヴァージン・トレインズ時代

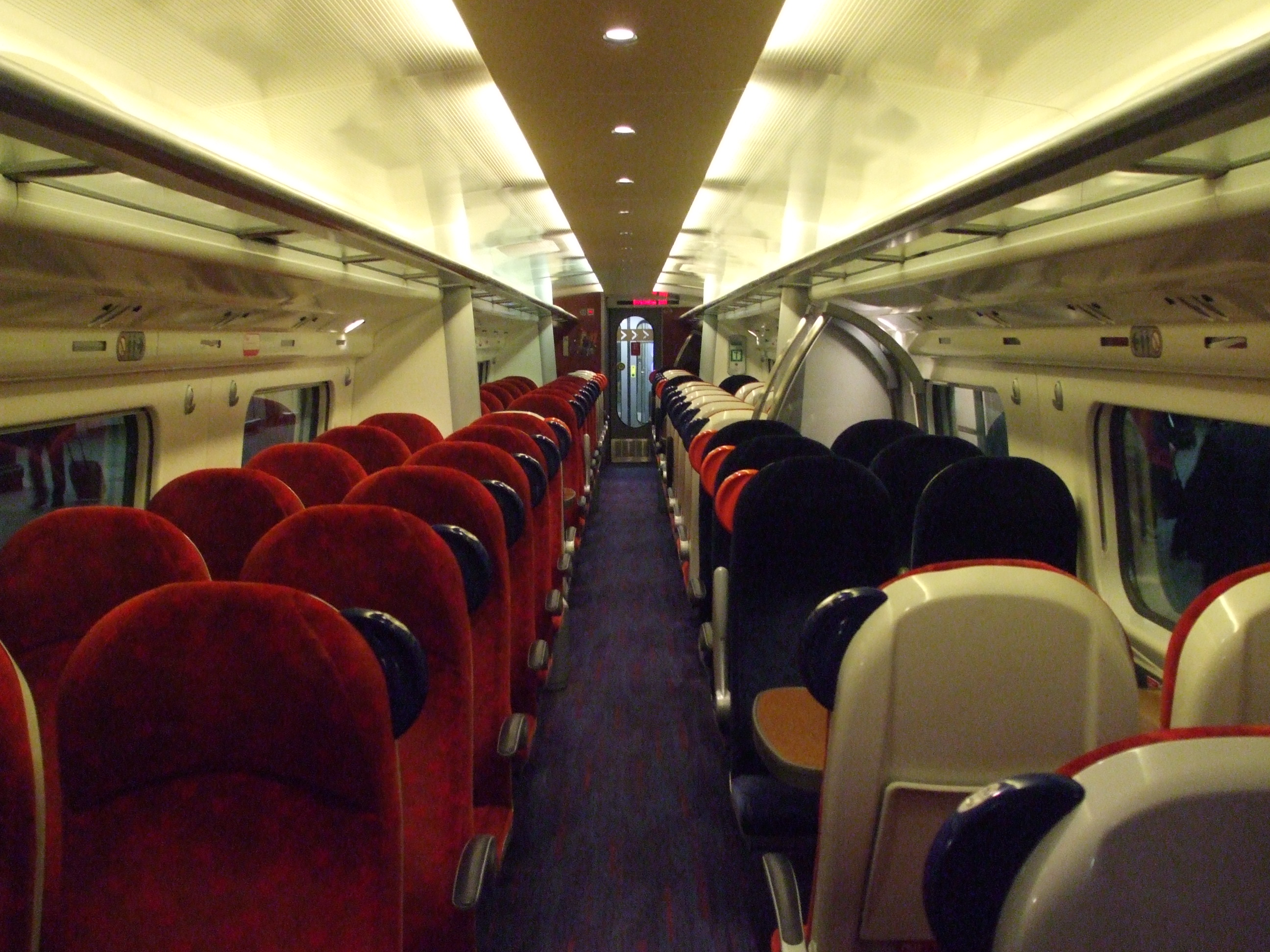
普通車の室内

390形（British Rail Class 390）は、イギリスのヴァージン・トレインズが西海岸本線向けに導入した高速列車用の電車である。ペンドリーノ（Pendolino）の1シリーズとして、フィアットの強制車体傾斜機構を搭載している。2019年にヴァージン・トレインズが営業を終了したことに伴い、現在ではアヴァンティ・ウェスト・コーストによって運用されている。

## 概要
2001年から2004年にかけて、9両編成53本がバーミンガムにあるアルストムのWashwood Heath工場により製造された。53編成それぞれに愛称が命名されている。
設計最高速度は225km/h (140mph) で、イギリス国内用の電車としては最速の1つである。営業最高速度は信号システムの関係により200km/h (125mph) に制限されている。
1970年代のイギリス国鉄が西海岸本線の高速化を目的に車体傾斜式車両「APT」の試験を行い、1980年代には370形「APT-P」により試験的営業運転も行われたが、コストや運用面の問題からAPTは開発中止され、車体傾斜機構はイタリアのフィアットに売却された。フィアットはこの機構を改良してペンドリーノとしてイタリア国内外に展開、この390形にも採用されている。
傾斜制御装置はTASS（Tilt Authorisation and Speed Supervision）を使用し、最大傾斜角は8度となる。　
飛行機などにも装備されているブラックボックスが設置してある。

## 運用
2002年7月23日、西海岸本線で営業運転を開始した。
390形と221形「ボイジャー」の故障時の救援用、また390形の非電化線区への乗り入れ用として、両車両と同じ連結器を装備した57形ディーゼル機関車（57/3形）が配備されている。この機関車は救助用であることから、テレビ番組に由来して「サンダーバード」と呼ばれ、同作品に関わりのある登場人物等の名前が各機に命名されている。
2006年9月、ペンドリーノ編成で西海岸本線のグラスゴー-ユーストン駅間646km(401マイル)で所要時間3時間55分の新記録が達成された。国鉄時代の1981年に370形「APT-P」で4時間14分の記録が出ている。

## 事故
2007年2月23日、西海岸本線を走行中の第33編成「シティ・オブ・グラスゴー」（390033編成）がイングランド北西部カンブリア州のグレイリッグ付近で脱線し、築堤から転落する事故が発生した。この事故で乗客1人が死亡、乗客28人と運転士1人、他の乗務員1人の30人が重傷、乗客59人が軽傷を負った。
脱線した390033編成は後に廃車となっている。事故原因は分岐器の動作不良によるものと判断された。